# میخائیل گورباچف
میخائیل سرگی‌یویچ گورباچُف (به روسی: Михаил Сергеевич Горбачёв؛ ۲ مارس ۱۹۳۱ – ۳۰ اوت ۲۰۲۲) سیاستمدار اهل شوروی و هشتمین و آخرین رهبر دفاکتو اتحاد جماهیر شوروی بود. او از سال ۱۹۸۵ تا ۱۹۹۱ سمت دبیرکل حزب کمونیست اتحاد جماهیر شوروی را بر عهده داشت. وی همچنین از سال ۱۹۸۸ تا ۱۹۹۱ رئیس دولت اتحاد جماهیر شوروی بود؛ به این‌صورت که از سال ۱۹۸۸ تا ۱۹۸۹ به عنوان صدر هیئت رئیسه شورای عالی شوروی، از سال ۱۹۸۹ تا ۱۹۹۰ به عنوان رئیس شورای عالی شوروی و از سال ۱۹۹۰ تا ۱۹۹۱ به عنوان رئیس‌جمهور اتحاد شوروی. از نظر ایدئولوژی، او در ابتدا به مارکسیسم-لنینیسم پایبند بود، اما از اوایل دههٔ ۱۹۹۰ به سمت سوسیال دموکراسی متمایل شد.
گورباچف دارای رگه و نژاد اوکراینی و روسی بود؛ او در روستای پریولنوی سرزمین استاوروپول و در یک خانوادهٔ فقیر زاده شد. دوران کودکی و جوانی او تحت قوانین و حکومت ژوزف استالین سپری شد. گورباچف در دوران جوانی و پیش از پیوستن به حزب کمونیست اتحاد شوروی، مسئول به کار انداختن و ادارهٔ ماشین‌های کمباین در زمین‌های کشاورزی جمعی بود. حزب کمونیست، بر اساس دکترین مارکسیسم–لنینیسم بر کشور اتحاد جماهیر شوروی به عنوان یک نظام تک‌حزبی حاکم بود. وی در سال ۱۹۵۳ هنگام تحصیل در دانشگاه دولتی مسکو و پیش از دریافت مدرک حقوق خود در سال ۱۹۵۵ با هم‌دانشگاهی خود رایسا تیترائنکو ازدواج کرد. او به شهر استاوروپول رفت و در کومسومول که شاخهٔ جوانان حزب کمونیست بود، مشغول به فعالیت شد؛ گورباچف پس از مرگ استالین تبدیل به یکی از طرفداران جدی اصلاحات استالین‌زدایی رهبر جدید شوروی، نیکیتا خروشچف شد. وی در سال ۱۹۷۰ به عنوان دبیر اول حزب در کمیتهٔ منطقه‌ای استاوروپول منصوب شد و در این سمت بر ساخت کانال بزرگ استاوروپول نظارت داشت. او در سال ۱۹۷۸ به مسکو بازگشت و به عنوان دبیر کمیته مرکزی حزب کمونیست مشغول به فعالیت شد و در سال ۱۹۷۹ به پلیتبوروی کمیته مرکزی حزب کمونیست پیوست. ظرف سه سال پس از مرگ رهبر شوروی لئونید برژنف و به دنبال دورهٔ کوتاه حکومت‌های یوری آندروپوف و کنستانتین چرنینکو در سال ۱۹۸۵ پلیتبورو گورباچف را به عنوان دبیرکل و در واقع به عنوان رهبر و رئیس دولت انتخاب کرد.
گورباچف اگرچه متعهد به حفظ کشور شوروی و آرمان‌های سوسیالیستی آن بود، اما به‌ویژه پس از فاجعه چرنوبیل در سال ۱۹۸۶ اصلاحات عمده و مهم را ضروری می‌دانست. او از جنگ اتحاد جماهیر شوروی در افغانستان کناره‌گیری کرد و اجلاس‌هایی را با رئیس‌جمهور ایالات متحده آمریکا رونالد ریگان برای محدود کردن جنگ‌افزارهای هسته‌ای و پایان دادن به جنگ سرد آغاز کرد. در داخل کشور، او دو سیاست را پیش گرفت؛ گلاسنوست ("گشودگی") که امکان افزایش آزادی بیان و آزادی رسانه را فراهم می‌آورد و پرسترویکا ("تجدید ساختار") که تلاش می‌کرد تا تصمیمات اقتصادی را برای بهبود کارایی غیر متمرکز سازد. اقدامات دموکراتیزاسیون وی به همراه تشکیل و برگزاری انتخاب کنگره نمایندگان خلق اتحاد شوروی، نظام تک‌حزبی را تضعیف کرد. هنگامی که کشورهای مختلف بلوک شرق در سال‌های ۹۰–۱۹۸۹ از حاکمیت مارکسیسم–لنینیسم دست کشیدند گورباچف از مداخلهٔ نظامی خودداری کرد. در داخل، با افزایش احساسات ملی‌گرایی و افزایش خطر فروپاشی و تجزیهٔ اتحاد جماهیر شوروی، تندروهای مارکسیست–لنینیست کودتای ناموفق اوت را علیه گورباچف در سال ۱۹۹۱ انجام دادند. به دنبال انحلال اتحاد جماهیر شوروی که برخلاف میل گورباچف بود او استعفای خود را اعلام نمود. وی پس از ترک پست خود، بنیاد گورباچف را راه اندازی کرد. او منتقد جدی رؤسای جمهور روسیه بوریس یلتسین و ولادیمیر پوتین شد و برای جنبش سوسیال دموکراتیک روسیه کمپین زد.
از گورباچف به عنوان یکی از مهم‌ترین شخصیت‌های نیمهٔ دوم سده بیستم میلادی یاد می‌شود؛ شخصیت گورباچف همچنان محل بحث و جدال میان موافقان و مخالفان است. وی طیف وسیعی از ستایش‌ها و جوایز از جمله جایزه صلح نوبل را به دلیل نقش محوری او در پایان دادن به جنگ سرد، محدود کردن نقض حقوق بشر در اتحاد جماهیر شوروی و خودداری از مداخلهٔ نظامی در پی فروپاشی دولت‌های مارکسیست-لنینیست در شرق و اروپای مرکزی و اتحاد دوباره آلمان دریافت کرده است. اما منتقدان او را مسئول تضعیف نفوذ جهانی روسیه و ایجاد فروپاشی اقتصادی در این کشور می‌دانند.

## سال‌های آغازین و فعالیت سیاسی و اجتماعی
میخائیل گورباچف در روستای پریولنویه در نزدیکی استاوروپول زاده شد. خانواده پدری او اصالتاً روس بودند و چند نسل پیش از وورونژ به این منطقه مهاجرت کرده بودند و خانواده مادری او اصالتاً اوکراینی بودند و از چرنیهیف مهاجرت کرده بودند. در سال ۱۹۵۰ با کسب مدال نقره دوره دبیرستان را به پایان رساند. او در دانشگاه مسکو در رشتهٔ حقوق تحصیل کرد و همان‌جا با همسر آینده‌اش، رایسا، آشنا شد. این دو در سپتامبر ۱۹۵۳ ازدواج کردند و پس از فارغ‌التحصیلی گورباچف در ۱۹۵۵در خانهٔ او در منطقهٔ استاوروپول به زندگی مشترک پرداختند.

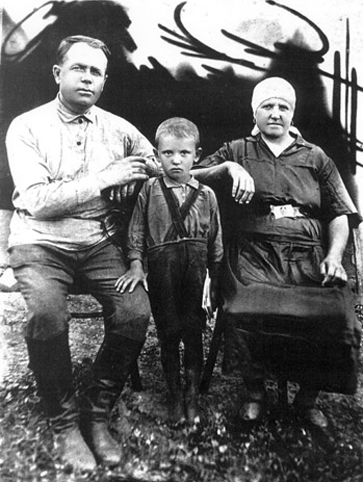
گورباچف و نیاکان اوکراینی مادرش در اواخر دهه ۱۹۳۰

گورباچف در ۱۹۵۲ و در سن ۲۱ سالگی به حزب کمونیست اتحاد شوروی پیوست. او در ۱۹۶۶ و در سن ۳۵ سالگی از مؤسسه کشاورزی مدرکی به عنوان «آگرونومیست-اکونومیست» دریافت کرد. در سال ۱۹۷۰ او به مقام دبیر اول کشاورزی منصوب شد و سال بعد برای عضویت در کمیته مرکزی حزب انتخاب شد. در سال ۱۹۷۲ او نمایندگی هیئتی از شوروی در سفر به بلژیک را به عهده گرفت و دو سال بعد در ۱۹۷۴ نمایندهٔ شورای عالی و رئیس کمیسیون ایستادهٔ مسائل جوانان شد.
در سال ۱۹۷۹ گورباچف به دفتر سیاسی پیوست و در آن‌جا از حمایت یوری آندروپوف، رئیس وقت کاگ‌ب برخوردار بود. در همان زمان کوتاهی که آندروپوف رهبر شوروی بود گورباچف باز هم ارتقا یافت. آندروپوف در ۱۹۸۴ فوت کرد. او با همکاری با آندروپوف بیش از ۲۰ درصد از بالاترین وزرای حکومتی و فرمانداران منطقه‌ای را با افراد جوان‌تر تعویض کرد. در همین دوران گریگوری رومانوف، نیکولای ریژکوف، و ایگور لیگاچف ارتقا یافتند که از این میان دو نفر آخر بعدها از نزدیکان گورباچف گشتند. ریژکوف در اقتصاد و لیگاچف در امور کارمندان از مهم‌ترین همکاران گورباچف بودند. گورباچف در ضمن با جانشین آندروپوف، کنستانتین چرنینکو، روابط حسنه‌ای داشت.
او به عنوان یکی از مقامات حزب کمونیست سفرهای بسیاری به خارج داشت و معروف است که سفرها عمیقاً دیدگاه‌های سیاسی و اجتماعی او را تحت تأثیر قرار داد. در ۱۹۷۵ او در صدر هیئتی به آلمان غربی رفت و در ۱۹۸۳ در صدر هیئتی از شوروی برای دیدار نخست‌وزیر پیر ترودو و اعضای مجلس عوام کانادا به این کشور رفت. در ۱۹۸۴ او به پادشاهی متحد بریتانیای کبیر و ایرلند شمالی سفر کرد و آن‌جا با نخست‌وزیر مارگارت تاچر نیز دیدار نمود.

## دبیرکل حزب کمونیست اتحاد شوروی
پس از مرگ چرنینکو، گورباچف در ۱۱ مارس ۱۹۸۵ و در حالی که ۵۴ سال از عمر او گذشته بود، به‌عنوان دبیرکل حزب کمونیست انتخاب شد. او نخستین رهبر حزب بود که در زمان انقلاب اکتبر هنوز به دنیا نیامده بود.
او به عنوان رهبر بلامنازع اتحاد شوروی شروع به اصلاحاتی در حزب کمونیست و اقتصاد دولتی نمود و در کنگرهٔ بیست و هفتم حزب کمونیست اتحاد شوروی در فوریه ۱۹۸۶ این اصلاحات را در سه عنوان روسیگلاسنوست (گشایش)، پرسترویکا (دوباره‌سازی)، و اوسکورنیه (شتاب توسعهٔ اقتصادی) عرضه کرد.

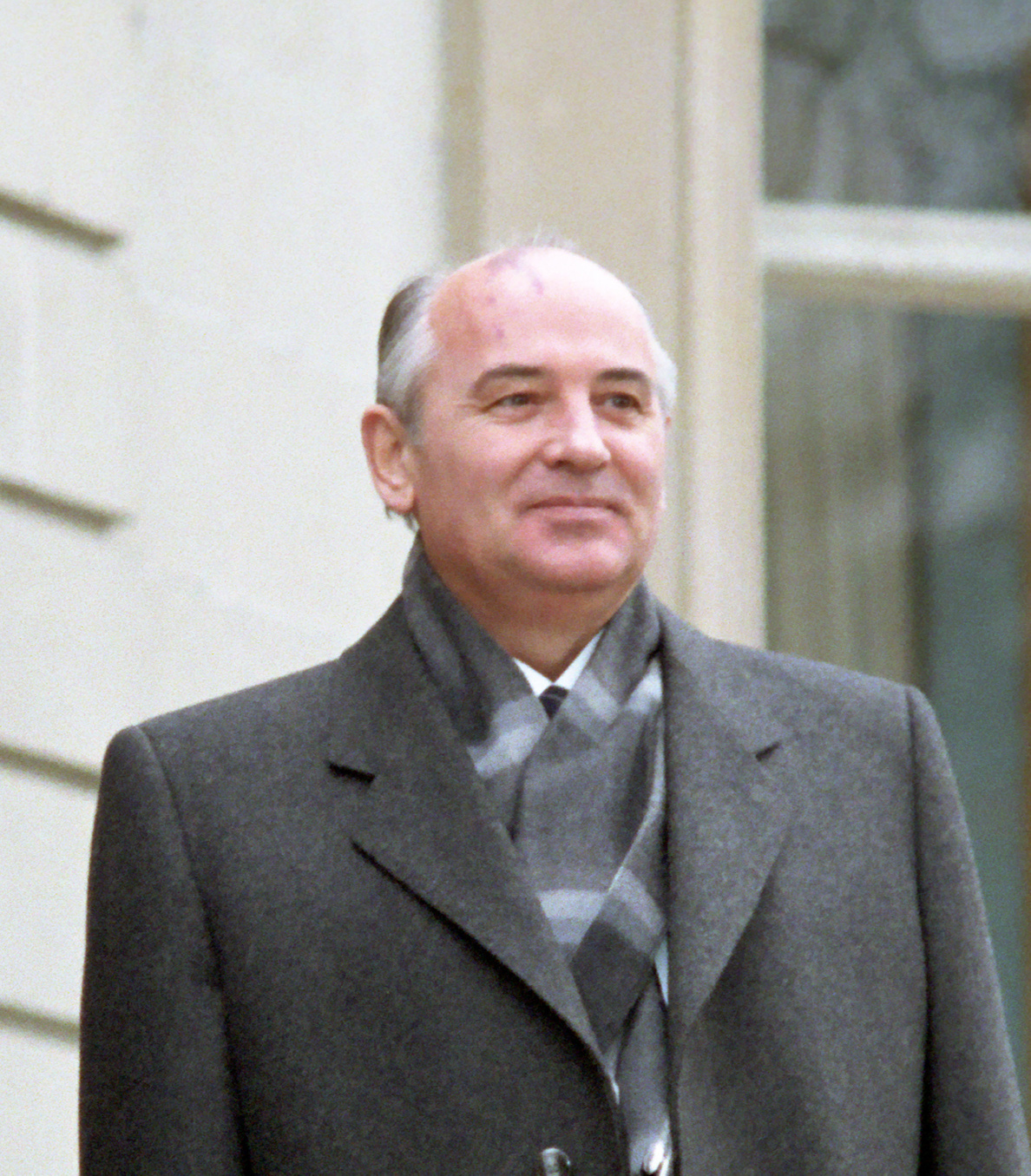
گورباچف در سال ۱۹۸۵

### دکترین سیناترا
دکترین سیناترا نامی است که گنادی گراسیموف، سخنگوی وزارت خارجه شوروی، در سال ۱۹۸۹ به سیاست جدید گورباچف در رفتار با کشورهای کمونیست اروپای شرقی داد.
گراسیموف که به شوخ‌طبعی مشهور بود، در مصاحبه با برنامه تلویزیونی آمریکا به نام «صبح به خیر آمریکا» و در توضیح سخنرانی دو روز پیشتر ادوارد شواردنادزه وزیر خارجه شوروی گفت «اکنون دکترین ما دکترین فرانک سیناترا است. او آهنگی دارد که می‌گوید من کار را به شیوه خودم کردم؛ بنابراین هر کشوری به شیوه خودش تصمیم می‌گیرد که از چه راهی برود.»

## اصلاحات و مردم‌سالاری
گورباچف امید داشت که برنامه‌های اصلاحات اقتصادی او (پرسترویکا) در داخل باعث افزایش سطح زندگی و بازده کارگران شود. اما بسیاری از اصلاحات او بسیار تندرو شمرده می‌شدند و با مخالفت‌هایی از درون حکومت شوروی مواجه شدند.
در ۱۹۸۵ گورباچف اعلام کرد که اقتصاد شوروی باید مجدداً از نو ساخته شود. در آن دوران معمولاً بیشتر از اصطلاح «اوسکورنیه» برای اشاره به این «از نو ساخته شدن» استفاده می‌شد اما بعدها اصطلاح «پرسترویکا» رایج‌تر گشت.

همراه با رونالد ریگان در سال ۱۹۸۷ در کتابخانه کاخ سفید

نخستین اصلاحات معروف او در سال ۱۹۸۵ با نام اصلاحات الکلی صورت گرفت. این اصلاحات در جهت مبارزه با رواج گستردهٔ الکلی‌ها در اتحاد شوروی انجام شدند. قیمت ودکا، شراب و آبجو افزایش یافت و فروششان محدود به شرایطی خاص شد. اگر کسی هنگام کار یا در اماکن عمومی مست بود، دستگیر می‌شد. مشروب‌خواری در قطارهای طولانی مسیر و اماکن عمومی ممنوع شد. بسیاری از معروف‌ترین شرکت‌های شراب‌سازی تعطیل شدند. صحنه‌های نوشیدن الکل در فیلم‌ها سانسور شدند. این اصلاحات بیش از آن‌که بر الکلیسم در کشور تأثیر بگذارند یک افتضاح اقتصادی به‌شمار می‌رفتند که با انتقال الکل به اقتصاد بازار سیاه به بودجهٔ دولتی ضربه زدند. (الکساندر یاکوولف این ضربه را بیش از ۱۰۰ میلیارد روبل می‌داند). می‌توان گفت که اصلاحات الکلی یکی از نخستین اقداماتی بود که سلسلهٔ زنجیرواری از حوادث را رقم زد که نهایتاً به فروپاشی اتحاد شوروی منجر شدند.
قانون تعاونی‌ها (کوپراتیوها) که در مه ۱۹۸۸ اعلام شد شاید ریشه‌ای‌ترین اصلاحات اقتصادی اوایل دوران گورباچف بود. از زمان نپ در دورهٔ لنین این نخستین بار بود که (بر طبق این قانون جدید) مالکیت خصوصی بر بعضی کسب و کارها مجاز شد. قانون ابتدا مالیات‌های بسیار زیاد و محدودیت‌هایی در استخدام اعمال می‌کرد اما سپس برای بازکردن جای بیشتری برای فعالیت بخش خصوصی این‌ها نیز برداشته شدند. از این دوره به بعد رستوران‌ها، مغازه‌ها و شرکت‌های تولیدی تعاونی بخشی از صحنهٔ اقتصادی شوروی گشتند.
معرفی سیاست گلاسنوست توسط گورباچف آزادی‌هایی به مردم اعطا کرد. برای مثال درجهٔ بیشتری از آزادی بیان. این تغییری ریشه‌ای به‌شمار می‌آمد به‌خصوص با توجه به این‌که کنترل مطبوعات و سرکوب انتقاد از دولت قبلاً بخش مهمی از نظام شوروی به حساب می‌آمد. بسیاری از محدودیت‌های نشریات برداشته شدند و هزاران نفر از زندانیان سیاسی آزاد شدند.

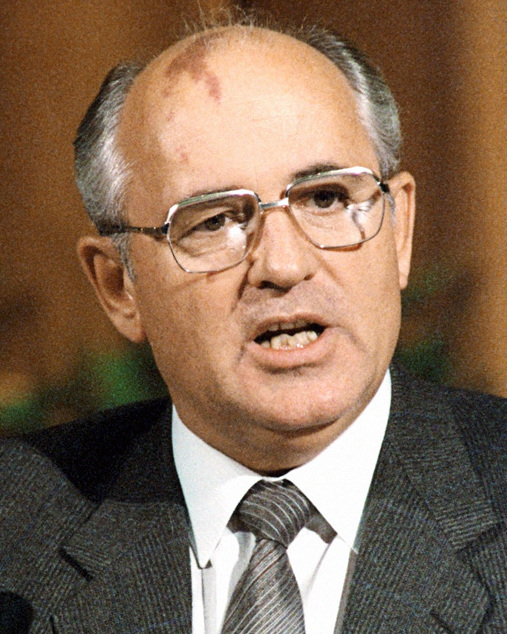
گورباچف در سال ۱۹۸۷

در ژانویه ۱۹۸۷ گورباچف به مردم‌سالارسازی دست زد؛ یعنی اعمال ترکیب عناصر دموکراتیک مانند انتخاب‌های چند کاندیدایی در روند سیاسی شوروی. در ژوئن ۱۹۸۸ در کنگرهٔ نوزدهم حزب کمونیست اتحاد شوروی، گورباچف اصلاحات تندروانه‌تری معرفی کرد که کنترل حزب بر حکومت را کاهش می‌دادند. در دسامبر ۱۹۸۸ شورای عالی تأسیس «کنگرهٔ نمایندگان خلق» را تصویب کرد. این کنگره نهاد جدید مقننه در اتحاد شوروی بود. در مارس و آوریل ۱۹۸۹ انتخابات کنگره در سراسر اتحاد شوروی برگزار شد. در ۱۵ مارس ۱۹۹۰ گورباچف به عنوان نخستین رئیس‌جمهور اتحاد شوروی انتخاب شد.
در مسائل بین‌المللی گورباچف بیشتر سعی در افزایش ارتباطات و تجارت با غرب را داشت. او با بسیاری از رهبران غربی همچون مارگارت تاچر، هلموت کهل صدر اعظم وقت آلمان غربی، و رونالد ریگان، رئیس‌جمهور ایالات متحده روابط خوبی برقرار کرد. معروف است که تاچر گفته: «من آقای گورباچف را دوست دارم-می‌توانیم با هم معامله کنیم». در ۱۱ اکتبر ۱۹۸۶ گورباچف و ریگان در ریکیاویک، پایتخت ایسلند دیدار کردند تا در مورد کاهش سلاح‌های هسته‌ای میان‌برد در اروپا مذاکره کنند. این نهایتاً به امضای معاهدهٔ نیروهای هسته‌ای میان‌برد (آی ان اف) در ۱۹۸۷ انجامید.
در فوریه ۱۹۸۸ گورباچف آغاز به بیرون کشیدن نیروهای شوروی از افغانستان کرد و تا سال بعد تمام نیروهایش را بیرون کشید. اما جنگ داخلی در آن کشور به پیش رفت و نهایتاً مجاهدین، رژیم طرفدار شوروی نجیب‌الله را سرنگون کردند. بین سال‌های ۱۹۷۹ و ۱۹۸۹ حدود ۱۵٬۰۰۰ نفر از شهروندان شوروی در این جنگ کشته شدند. (به جنگ شوروی در افغانستان نگاه کنید) همچنین در همین سال ۱۹۸۸ بود که گورباچف اعلام کرد که اتحاد شوروی دیگر از دکترین برژنف پیروی نمی‌کند و ملل بلوک شرق آزادی تصمیم گرفتن در مسائل خارجی را دارند. این را می‌توان از بزرگ‌ترین اصلاحات گورباچف در سیاست خارجی دانست تا جایی که سخن‌گوی وقت وزارت خارجه، گنادی گراسیموف، دکترین جدید را دکترین سیناترا نامید. همین قطع دکترین برژنف بود که در ۱۹۸۹ به ظهور انقلاب‌هایی در اروپای شرقی انجامید که به پیامد آن‌ها تقریباً تمامی دولت‌های کمونیست سرنگون شدند. به غیر از رومانی بقیهٔ این انقلاب‌ها، همه انقلاب‌هایی غیر قهرآمیز بودند که طی آن‌ها رژیم‌های طرفدار شوروی فرو پاشیدند. پایان سلطه شوروی بر اروپای شرقی عملاً جنگ سرد را پایان داد و به همین خاطر گورباچف در ۱۵ اکتبر ۱۹۹۰ برندهٔ جایزهٔ صلح نوبل شد. او دو سال قبل در ۱۹۸۸ مرد سال مجلهٔ تایمز نیز شده بود.
گرچه اصلاحات سیاسی گورباچف عملاً برای رشد مردم‌سالاری و آزادی در اتحاد شوروی مفید بودند سیاست‌های اقتصادی او کشور را به مشکلات اقتصادی بیشتر نزدیک‌تر کردند. با پایان دههٔ ۱۹۸۰ کمبود شدید منابع اولیهٔ غذایی (گوشت و شکر) باعث معرفی دوبارهٔ سیستم زمان جنگ جیره‌بندی کوپن‌های غذایی که طبق آن هر فرد در هر ماه تنها می‌توانست مقدار معینی از هر محصول را مصرف کند شد. در قیاس با ۱۹۸۵ کسری دولت از ۰ تا ۱۰۹ میلیارد روبل افزاش یافت. مخازن طلا از ۲۰۰۰ به ۲۰۰ تن کاهش یافتند و بدهی خارجی از ۰ به ۱۲۰ میلیارد دلار رسید.

## آلبوم موسیقی
آلبوم موسیقی ترانه‌های رایسا که شامل شعرهای عاشقانه روسی است با صدای میخائیل گورباچف می‌باشد. این آلبوم جهت اهداف خیریه و در سال ۲۰۰۹ منتشر شد.

## کودتا و فروپاشی شوروی
انحلال اتحاد جماهیر شوروی
گرچه تلاش گورباچف به نوعی برای زنده کردن سوسیالیسم در شوروی بود، اما مردم‌سالاری‌سازی اتحاد شوروی و اروپای شرقی عملاً قدرت حزب کمونیست و حتی خود گورباچف را زیر سؤال برد. عدم سانسور و تلاش گورباچف برای ایجاد فضای باز سیاسی بدون این‌که خود او بخواهد باعث نفوذ انواع جنبش‌های ناسیونالیستی قومی و گاهی ضد روسی در جمهوری‌های شوروی شد. بسیاری از این جمهوری‌ها خواهان استقلال عمل بیشتری از مسکو شدند. به‌خصوص در جمهوری‌های بالتیک یعنی استونی، لیتوانی و لاتویا که در ۱۹۴۰ و توسط استالین به خاک شوروی پیوند زده شده بودند. همچنین جنبش‌های ناسیونالیستی در جمهوری‌های شوروی از جمله گرجستان، اوکراین، ارمنستان و آذربایجان فعال شدند.
پاسخ گورباچف به رشد بیشتر جدایی‌طلبی در جمهوری‌ها پیشنهاد معاهدهٔ جدیدی از اتحاد بود که طبق آن یک فدراسیون داوطلبانه در یک اتحاد شوروی دموکراتیزه شده ایجاد می‌شد. جمهوری‌های آسیای میانه که به قدرت اقتصادی و بازارهای اتحاد شوروی برای رشد نیاز داشتند شدیداً از معاهدهٔ جدید پشتیبانی کردند. اما اصلاح‌طلب‌های رادیکال‌تر مانند رئیس‌جمهور وقت جمهوری سوسیالیستی فدراتیو شوروی روسیه، بوریس یلتسین معتقد بودند که یک جهش ناگهانی به اقتصاد بازار نیاز است و حاضر بودند برای نیل به اهداف خود اتحاد شوروی را تجزیه کنند.

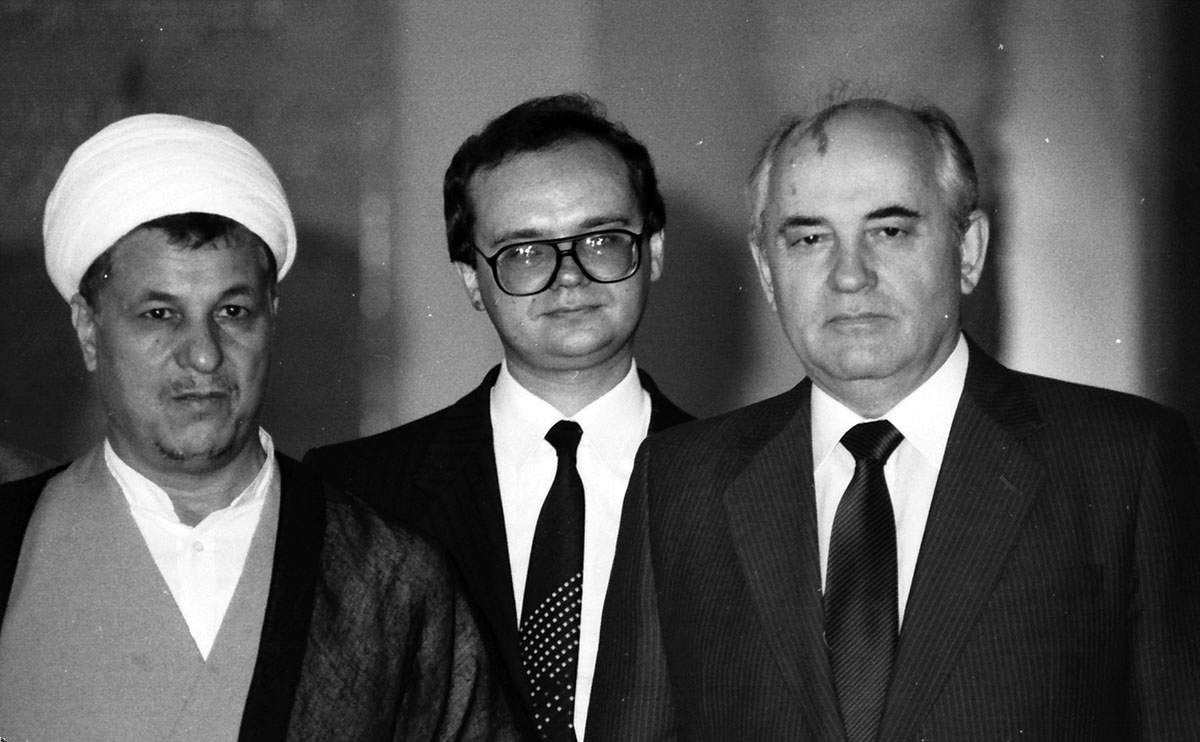
با اکبر هاشمی رفسنجانی در ۱۹۸۹

نقطهٔ مقابل این اصلاح‌طلبان تندروهایی بودند که هنوز شدیداً در حزب کمونیست و ارتش قدرت داشتند. این تندروها با هرگونه روندی که امکان داشت به تجزیهٔ شوروی بینجامد مخالف بودند. با نزدیک شدن امکان امضای معاهدهٔ جدید تندروها شورش کردند.
نیروهای تندرو در کادر رهبری شوروی در ۱۹۹۱ کودتای اوت را سازمان دادند و تلاش کردند گورباچف را از قدرت عزل کنند و اجازه ندهند معاهدهٔ اتحاد جدید را امضا کند. در همین موقع گورباچف سه روز را (از ۱۹ تا ۲۱ اوت) در حبس خانگی در یک ویلا در کریمه گذراند و پس از آن آزاد شد و به قدرت برگشت. با این حال وی به محض بازگشت به قدرت متوجه شد که نه نهادهای قدرت اتحادیه و نه روسیه به فرمان‌های او عمل نمی‌کنند و در عوض یلتسین است که قدرت دارد. در ضمن گورباچف مجبور شد که بسیاری از اعضای دفتر سیاسی را اخراج کند و بسیاری از آنان را دستگیر کند. «گروه هشت» شامل هشت نفر رهبران کودتا بودند که دستگیر شدند.
هدف گورباچف این بود که حزب کمونیست اتحاد شوروی را متحد نگاه دارد اما آن را بیشتر به سوی سوسیال دموکراسی سوق دهد. اما تناقضات زیادی در این برنامه وجود داشت. او در عین حال از لنین تمجید می‌کرد، سیستم اجتماعی سوئد را ستایش می‌کرد و قصد داشت به زور نیروهای نظامی دولت‌های بالتیک را درون شوروی حفظ کند؛ ولی پس از این‌که حزب کمونیست پس از کودتای اوت ممنوع اعلام شد گورباچف عملاً به جز نیروهای مسلح قدرتی نداشت. یلتسین حتی آن نیروها را نیز با وعدهٔ پول به دور خود جمع کرد. بعد از کودتای اوت گورباچف در ۲۵ دسامبر ۱۹۹۱ استعفا داد و اتحاد سوسیالیستی جماهیر شوروی نیز از هم پاشید.
بسیاری در غرب گورباچف را به‌خاطر پایان جنگ سرد ستایش می‌کنند اما او در روسیه از محبوبیت کمی برخوردار بود. علت این را نقش مهم او در فروپاشی شوروی و مصائب اقتصادی پس از آن می‌دانند. با این‌حال برخی از مردم روسیه از اهداف پرسترویکای گورباچف و آزادی‌های حاصل از آن خشنود هستند.

## فعالیت‌های سیاسی پس از استعفا
گورباچف در ۱۹۹۲ بنیاد گورباچف را تأسیس کرد. او در ۱۹۹۳ صلیب سبز بین‌الملل یکی از سه حامی مالی «منشور زمین» را تأسیس کرد. او در ضمن به باشگاه رم پیوست.
در ۱۹۹۶ گورباچف کاندید ریاست جمهوری روسیه شد اما شاید به علت عدم محبوبیت‌اش بخاطر فروپاشیدن اتحاد شوروی حدود یک درصد از آرا را کسب کرد.
در ۱۹۹۷ گورباچف در یک آگهی تبلیغاتی فروشگاه زنجیره‌ای غذایی پیتزا هات حاضر شد. او از این کار قصد کسب درآمد برای «آرشیو پرسترویکا» را داشت.
در ۲۵ نوامبر ۲۰۰۱ گورباچف حزب سوسیال دموکرات روسیه را بنیان گذشت. این حزب اتحادی از چندین حزب سوسیال دموکرات در روسیه است. او در می ۲۰۰۴ پس از اختلاف با رئیس حزب در مورد موضع حزب در انتخابات دسامبر ۲۰۰۳ از سمت رهبری آن استعفا داد.
در ژوئن ۲۰۰۴ گورباچف به‌عنوان نمایندهٔ روسیه در تشیع جنازهٔ رونالد ریگان شرکت کرد.
در سپتامبر ۲۰۰۴ و پس از حملات تروریستی چچن در روسیه، رئیس‌جمهور وقت این کشور ولادیمیر پوتین طرحی برای جایگزینی انتخابات فرمانداران محلی با سیستمی که در آن فرمانداران مستقیماً توسط رئیس‌جمهور معرفی می‌شدند و توسط مجالس منطقه‌ای رأی اعتماد می‌گرفتند ارائه کرد. گورباچف، در کنار کسانی چون یلتسین، این عمل را دوری از دموکراسی خواندند و از آن انتقاد کردند.
در سال ۲۰۰۵ گورباچف بخاطر نقشش در اتحاد مجدد آلمان‌ها جایزهٔ «پوینت آلفا» را دریافت کرد. در همین سال او دکترای افتخاری از دانشگاه مونستر نیز دریافت کرد.
در بیستمین سال فروپاشی دیوار برلین وی از جانب دولت آلمان دعوت شد تا دومینوهای ساخته شده را حرکت دهد و آن‌ها را بیندازد.
در سال ۲۰۱۴ از اقدام روسیه برای الحاق شبه جزیره کریمه به روسیه حمایت کرد و در همان سال پنج نماینده مجلس روسیه خواستار محاکمه وی به‌علت نقش او در فروپاشی اتحاد شوروی (به رغم همه‌پرسی صورت گرفته مبنی بر اتحاد) شدند. وی در آیینی که بیست و پنجمین سال فروپاشی دیوار برلین در نزدیکی دروازه براندنبورگ این شهر برگزار شد، از ناتوانی قدرت‌های جهانی پس از پایان جنگ سرد در حل تنش‌های بین‌المللی از جمله در یوگسلاوی سابق، خاورمیانه و بتازگی بحران اوکراین انتقاد کرد و گفت: «خونریزی در اروپا و خاورمیانه که پس‌زمینه آن ناکامی قدرت‌های بزرگ در گفتگو است، مایه نگرانی عظیمی است.» گورباچف گفت با اینکه فردی خوش‌بین است اما شرایط فعلی جای زیادی برای خوش‌بینی باقی نمی‌گذارد: «دنیا در آستانه جنگ سرد جدیدی است. بعضی حتی معتقدند که این جنگ سرد هم‌اکنون شروع شده‌است.»
او در سال ۲۰۱۴ و در جریان بحران اوکراین و الحاق کریمه به فدراسیون روسیه گفت: من کاملاً مجاب شده‌ام که ولادیمیر پوتین بهتر از هر کس دیگری از منافع روسیه محافظت می‌کند.

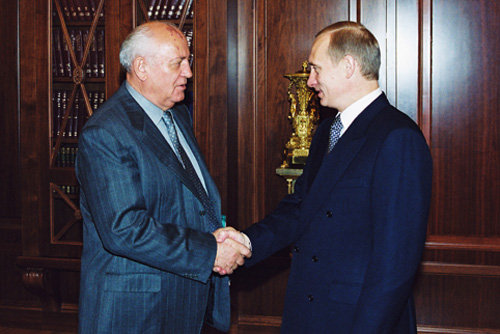
با ولادیمیر پوتین در سال ۲۰۰۰

## درگذشت
میخائیل گورباچف در ۳۰ اوت ۲۰۲۲ در سن ۹۱ سالگی در مسکو درگذشت. و در گورستان نووودویچی مسکو در کنار همسرش رایسا که در سال ۱۹۹۹ درگذشته بود به خاک سپرده شد.
او در ۲۰۲۱، با ۹۱ سال سن، طولانی‌ترین عمر در بین حاکمان روسیه و اتحاد شوروی در تاریخ را دارا بود.

### واکنش‌ها
بعد از اعلام رسمی خبر درگذشت میخائیل گورباچف، رهبران سابق و کنونی جهان، شخصیت‌های هنری و سیاسی مختلفی به خبر فوت او واکنش نشان دادند.
- دیمیتری پسکوف، سخنگوی ریاست جمهوری روسیه گفت: «ولادیمیر پوتین صمیمانه‌ترین مراتب تسلیت خود را نسبت به درگذشت میخائیل گورباچف ابراز داشته و چهارشنبه پیام تسلیت خود را برای خانواده و عزیزان ایشان ارسال خواهد کرد.»[۲۲] در همین راستا پوتین روز چهارشنبه در تلگرام تسلیت خود به این شخصیت سیاسی تأثیرگذار در تاریخ معاصر جهان ادای احترام کرد و گفت:

«میخائیل گورباچف سیاستمدار و دولتمردی بود که تأثیر زیادی در توسعه تاریخ جهان داشته‌است. او کشور ما را در دوره‌ای از تغییرات پیچیده و شگرف و چالش‌های بزرگ سیاست خارجی، اقتصادی و اجتماعی هدایت کرد.»
- جو بایدن، رئیس‌جمهور ایالات متحدهٔ آمریکا گفت:

میخائیل گورباچف مردی بود که بینش قابل توجهی داشت. زمانی که او به قدرت رسید، جنگ سرد برای نزدیک به ۴۰ سال و کمونیسم حتی طولانی‌تر، با عواقب ویرانگر ادامه داشت. تعداد کمی از مقامات بلندپایه شوروی شجاعت پذیرش این موضوع را داشتند که به چیزهایی نیاز است. به عنوان یکی از اعضای کمیته روابط خارجی سنا، من دیدم که او این کار را انجام داد و کارهای دیگری انجام داد. به عنوان رهبر اتحاد جماهیر شوروی، او با رئیس‌جمهور ریگان همکاری کرد تا زرادخانه هسته‌ای دو کشورمان را کاهش دهد تا مردم در سراسر جهان برای پایان دادن به مسابقه تسلیحات هسته‌ای دعا کنند. پس از دهه‌ها سرکوب سیاسی وحشیانه، او اصلاحات دموکراتیک را پذیرفت. در گلاسنوست و پرسترویکا نه به عنوان یک شعار صرف، بلکه به عنوان راه رو به جلو برای مردم اتحاد جماهیر شوروی صورت گرفت. اینها اقدامات یک رهبر کمیاب است که می‌تواند ببیند که آینده‌ای متفاوت امکان‌پذیر است.

نتیجه اقدامات گورباچف، یک دنیای امن‌تر و آزادی بیشتر برای میلیون‌ها نفر بود. ما عمیق‌ترین تسلیت‌های خود را به خانواده و دوستان او و مردمی که در همه جا از اعتقاد او به جهانی بهتر بهره‌مند شدند، می‌فرستیم.
- آنتونیو گوترش، دبیرکل سازمان ملل هم از درگذشت میخائیل گورباچف ابراز ناراحتی عمیق و خاطرنشان کرد که آخرین رهبر اتحاد جماهیر شوروی سابق «یک دولتمرد منحصر به فرد بود که مسیر تاریخ را تغییر داد.» گوترش در بیانیه‌ای گفت که گورباچف «بیش از هر کس دیگری برای پایان مسالمت آمیز جنگ سرد تلاش کرد» و افزود که با خروج او «جهان یک رهبر بزرگ جهانی را از دست داد که به چندجانبه گرایی متعهد بود و خستگی ناپذیر از صلح دفاع کرد.»[۲۹][۳۰][۳۱]
- عبدالله شاهد، رئیس مجمع عمومی سازمان ملل متحد با ابراز تاسف از مرگ میخائیل گورباچف، گفت:

«از اطلاع از درگذشت میخائیل گورباچف، آخرین رئیس جمهور اتحاد جماهیر شوروی و برنده جایزه صلح نوبل (۱۹۹۰) متأسفم کسی که مسیر اصلاحات رادیکالی را آغاز کرد و همچنین منجر به پایان جنگ سرد بدون خونریزی شد.»
- بوریس جانسون نخست‌وزیر وقت بریتانیا هم از فوت گورباچف که وی را «شجاع و صادق» توصیف کرد، ابراز تاسف کرد و در توییتر نوشت:

«بابت درگذشت گورباچف متأسفم. من همیشه شجاعت و صداقتی که او برای پایان دادن به جنگ سرد نشان داد را تحسین کرده‌ام. در حالی که رئیس‌جمهور روسیه به حملات خود علیه اوکراین ادامه می‌دهد، تعهد خستگی‌ناپذیر او (گورباچف) به باز بودن جامعه شوروی نمونه‌ای برای همه است.»
- لیز تراس، وزیر امور خارجه وقت بریتانیا گفت که میخائیل گورباچف، رئیس‌جمهور سابق شوروی، سهم عمیقی در امنیت و ثبات جهانی داشته‌است. تراس در توییتر نوشت:

«میخائیل گورباچف یک دولتمرد برجسته بود که سهم عمیقی در امنیت و ثبات جهانی داشت و با رهبران غربی برای پایان دادن به جنگ سرد همکاری کرد. اکنون بیش از هر زمان دیگری، این میراث همکاری و صلح باید غالب شود.»
- امانوئل مکرون، رئیس‌جمهور فرانسه هم از فوت میخائیل گورباچف ابراز تاسف کرد و در توییتی نوشت:

گورباچف مردی صلح‌طلب بود که انتخاب‌هایش راه آزادی را برای روس‌ها هموار کرد. تعهد او به صلح در اروپا تاریخ مشترک ما را تغییر داد."
- جان بولتون، مشاور امنیت ملی سابق آمریکا به میخائیل گورباچف، رئیس‌جمهور سابق اتحاد جماهیر شوروی ادای احترام کرد و او را به عنوان یک رهبر تاریخی توصیف کرد که به تغییر روابط ایالات متحده و روسیه در طول جنگ سرد کمک کرد. بولتون در توییتر نوشت:

گورباچف یک رهبر تاریخی بود و جنگ سرد زمانی به نقطه عطف قطعی رسید که او با [جورج] بوش در اجلاس هلسینکی در سپتامبر ۱۹۹۰ در سپتامبر ۱۹۹۰ برای مخالفت با تهاجم صدام به کویت پیوست."
- اورزولا فون درلاین، رئیس کمیسیون اروپا، میخائیل گورباچف را یک رهبر قابل اعتماد و مورد احترام خواند که نقشی تعیین‌کننده برای پایان دادن به جنگ سرد و فروریختن پرده آهنین ایفا کرد. فون درلاین گفت:

«او رهبری قابل اعتماد بود که راه را برای اروپای آزاد هموار کرد. او نقش تعیین کننده‌ای در پایان دادن به جنگ سرد و فروریختن پرده آهنین داشت. گورباچف راه را برای اروپای آزاد هموار کرد. این میراثی است که ما هرگز فراموش نخواهیم کرد. میخائیل گورباچف، آرام بخواب.»
- بنیاد و مؤسسه ریگان اعلام کرد:

«بنیاد و موسسه ریگان برای میخائیل گورباچف، مردی که زمانی دشمن سیاسی رونالد ریگان بود و در نهایت دوست او شد، سوگوار است. ما برای خانواده گورباچف و مردم روسیه دعا می‌کنیم.»
- آنگلا مرکل نیز به خبر مرگ به میخائیل گورباچف واکنش نشان داد. صدراعظم پیشین آلمان در پیامی نوشت:

«او با مثال نشان داد که چگونه یک دولتمرد می‌تواند جهان را به سمت بهتر شدن تغییر دهد. میخائیل گورباچف زندگی مرا از اساس تغییر داد.»
- سیلویو برلوسکونی، نخست‌وزیر سابق ایتالیا، او را «قهرمان دموکراسی» و «مردی که تاریخ قرن بیستم را تغییر داد» خواند و در غم از دست دادن «دوربینی و آرامش قضاوتش» ابراز تاسف کرد.[۴۹]
- فومیو کیشیدا، نخست‌وزیر ژاپن، به خانواده و دوستان میخائیل گورباچف تسلیت گفت و از سهم او در ساختن جهانی بدون سلاح هسته‌ای قدردانی کرد. کیشیدا در پیام خود گفت:

«من می‌خواهم درگذشت میخائیل گورباچف رئیس جمهور سابق اتحاد جماهیر شوروی را تسلیت بگویم. گورباچف رهبر اتحاد جماهیر شوروی بود، او نقش مهمی در بازسازی وضعیت با تقسیم اروپا و رویارویی غرب و شرق پس از جنگ دوم جهانی داشت. او برای نخستین بار با ایالات متحده در مورد کاهش تسلیحات هسته‌ای به توافق رسید؛ او کسی است که جنگ سرد را به پایان رساند. به عنوان یک رهبر جهانی که با لزوم حذف سلاح‌های هسته ای موافق بود، پس از خود دستاوردهای بزرگی بر جای گذاشت. او تفکر استراتژیک و عزم گسترده‌ای داشت… من معتقدم نقشی که گورباچف ایفا کرد بسیار بزرگ است و من یک بار دیگر درگذشت وی را تسلیت می‌گویم.»

### حواشی مراسم تدفین

#### عدم حضور ولادیمیر پوتین در مراسم تدفین
بعد از اعلام خبر فوت میخائیل گورباچف واپسین رهبر اتحاد جماهیر شوروی، گمانه‌زنی‌ها و شایعات دربارهٔ حضور یا عدم حضور ولادیمر پوتین در مراسم تدفین گورباچف در رسانه‌های مختلف جریان یافت. در نهایت دیمیتری پسکوف سخنگوی ریاست جمهوری روسیه اعلام کرد که پوتین به علت مشغله‌کاری و پر بودن برنامه‌های روزانه‌اش نمی‌تواند در این مراسم شرکت کند. او با این حال بیان داشت که مراسم خاکسپاری گورباچف عواملی از یک مراسم خاکسپاری دولتی را شامل خواهد شد. یک گارد تشریفاتی و مراسم خداحافظی ترتیب داده خواهد شد.